# Menjamel d'orelles grises
El menjamel d'orelles grises (Lichmera incana) és un ocell de la família dels melifàgids (Meliphagidae).

## Hàbitat i distribució
Habita boscos, manglars i medi urbà de Nova Caledònia, illes de la Lleialtat, i les illes centrals i meridionals de l'arxipèlag de Vanuatu.